# Liste der Wappen in Apulien
Die Liste der Wappen in Apulien zeigt die Wappen der Provinzen der Region Apulien der Italienischen Republik. In dieser Liste sind die Wappen jeweils mit einem Link auf den Artikel über die Provinz und mit einem Link auf die Liste der Wappen der Orte in dieser Provinz angezeigt.

## Wappen Apuliens

Wappen Apuliens
Flagge Apuliens
Lage Apuliens

## Wappen der Provinzen der Region Apulien

Provinz Barletta-Andria-Trani (Wappen der Orte)
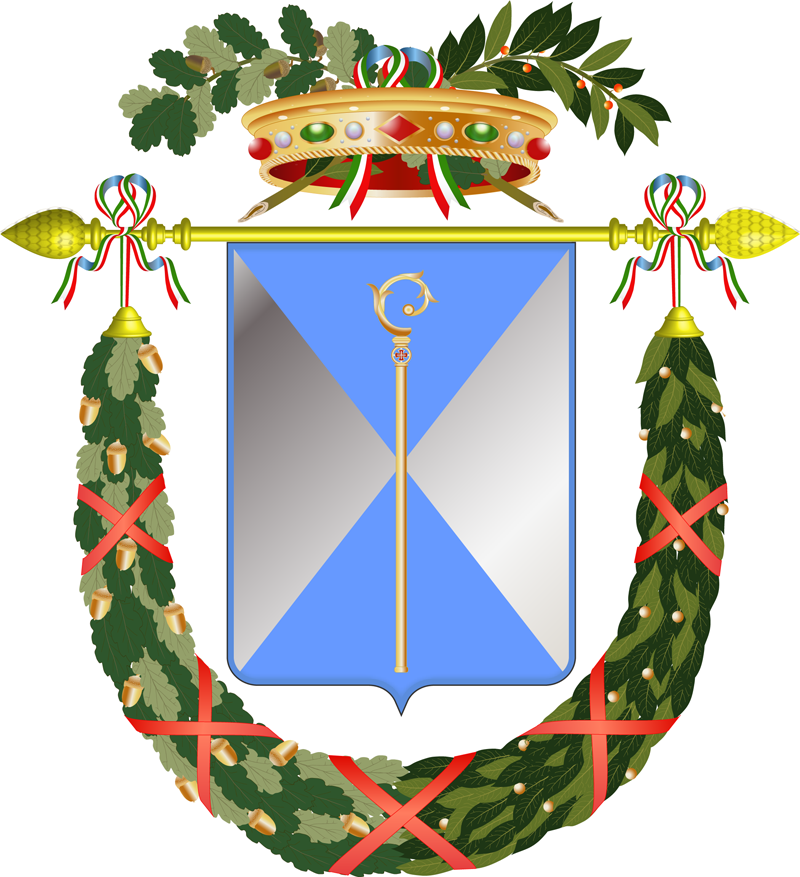
Provinz Bari (Wappen der Orte)
Provinz Brindisi (Wappen der Orte)
Provinz Foggia (Wappen der Orte)
Provinz Lecce (Wappen der Orte)
Provinz Tarent (Wappen der Orte)